# Kevin Godley
Kevin Godley er en engelsk trommeslager, kendt for sin tid i Godley & Creme og 10cc. Men han har også optrådt i andre grupper, eller som solist.